# Mike Horner

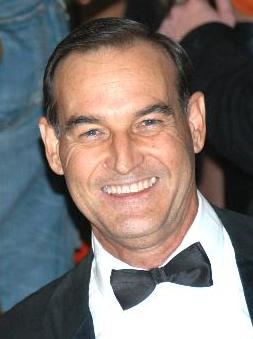
Mike Horner (2006)

Mike Horner (eigentlich Donald Thomas Hart; * 3. Februar 1955 in Portland, Oregon) ist ein US-amerikanischer Pornodarsteller. Er zählt zu den bekanntesten Darstellern der Branche.
Mike Horners erster Film im Jahr 1979 war Tangarine. Er besuchte die San Francisco State University und studierte Theater und Schauspielerei. 1985 drehte er den ersten Hardcore-Film. Er zog 1991 nach Kalifornien. Er gilt als der Jerry Lewis der Pornoindustrie. Horner wurde im Laufe seiner Karriere viermal als Best Actor mit einem AVN Award ausgezeichnet, so oft wie kein anderer Darsteller in dieser Kategorie. Er ist Mitglied der AVN Hall of Fame und der XRCO Hall of Fame. Zuletzt spielte er in dem preisgekrönten Science-Fiction Porno Space Nuts an der Seite von Devinn Lane und in dem Film „Euphoria“.

## Auszeichnungen
- 1987: AVN Award „Best Actor – Film“ (Sexually Altered States)
- 1992: AVN Award „Best Supporting Actor – Video“ (Bite)
- 1993: AVN Award „Best Actor – Film“ (The Seduction of Mary)
- 1994: AVN Award „Best Actor – Film“ (Justine)
- 1996: AVN Award „Best Actor – Film“ (Lessons in Love)
- 2002: AVN Award „Best Actor – Video“ (Euphoria)
- 2002: AVN Award „Best Supporting Actor – Video“ (Wild Thing)
- 2005: AVN Award „Best Non-Sex Performance“ (The Collector)

## Filmografie (Auswahl)
- 1989: Hawaii Vice 6
- 1990: Dr. Jeckel und Miss Hide (Dr. Jeckel & Ms. Hide)
- 1998: Vortex
- 1999: Ka$h
- 2001: Euphoria
- 2002: Rush
- 2003: Space Nuts
- 2003: No Limits
- 2005: Camp Cuddly Pines Powertool Massacre
- 2005: Eternity
- 2007: Not The Bradys XXX
- 2008: Not Bewitched XXX
- 2008: Who’s Nailin’ Paylin?
- 2013: Not The Bradys XXX: Marcia Goes to College